# باب دنیسون (بازیکن فوتبال، زاده ۱۹۳۲)
باب دنیسون (انگلیسی: Bob Dennison; ۱۲ سپتامبر ۱۹۳۲ – ۹ ژوئیهٔ ۲۰۱۷) بازیکن فوتبال بود.
از باشگاه‌هایی که در آن بازی کرده‌است می‌توان به باشگاه فوتبال هال سیتی اشاره کرد.